# Janfida
Janfida (en arménien Ջանֆիդա) est une communauté rurale du marz d'Armavir, en Arménie. Elle compte 3 331 habitants en 2009.